# Мейан (замок)
Мейан (фр. Château de Meillant) — средневековый замок в городе Мейан, в департаменте Шер, в регионе Центр — Долина Луары, Франция. Изначально здесь был классический укреплённый замок. После завершения Столетней войны в ходе многочисленных реконструкций он постепенно стал обретать черты роскошной резиденции в готическом стиле, переходящем в стиль Людовика XII. По своему типу является замком на воде.

## История

### Ранний период
Замок на данном месте существует с XI века. Изначально здесь сначала была построена каменная сторожевая башня для защиты от нападений со стороны Дун-ле-Руа (ныне Дён-сюр-Орон), находящего в трёх льё. Замок поначалу принадлежал семье Шарантон. Аньес де Шарантон принесла Мейан в качестве приданого своему супругу. Её избранников стал Рауль VI (VII), князь Деоля, умерший в 1176 году. Владение перешло к его единственной дочери Дениз де Деоль. В 1189 году она вышла замуж за Андре I де Шовиньи, который прославился во время Третьего крестового похода. Затем, в 1204 году, Дениз вторично вышла замуж. На этот раз за Гильома I, графа Сансарского. Так Мейан оказался во владении нового дворянского рода.
От Гильома I замок перешёл к его старшему сыну Гийому I де Шовиньи. Тот стад инициатором возникновения рядом с замком автономного поселения, которое со временем выросло в город. В мае 1211 года Гидьом I подписал специальный указ о привилегиях для тех, кто захочет поселиться рядом с замком.
В 1233 году Гильом I де Шовиньи уступил замок и окружающие его владения своему сводному брату, Людовику I де Сансеру. Затем Мейан в 1267 году унаследовал от отца Жан I де Сансер. В ноябре 1269 года он подтвердил привилегии горожан Мейана, обещанные прежними сеньорами.

Герб рода Сансер

### Строительство полноценного замка
Строительство полноценного замка было предпринято в конце XIII века и продолжалось в начале XIV-го. Инициатором возведения крепости стал Этьен II Сансерский (старший сын Жана I), умерший бездетным не позднее 1308 года. С тех времён сохранились два прямоугольных здания, расположенных по обе стороны от главного корпуса, появившегося только в конце XV века. C южной стороны замок дополнительно защищали глубокие рвы, питаемые водой из реки Хиверноном. Для дополнительной защиты ранее вокруг комплекса существовали валы и другие рвы. Но к концу XVIII века они были срыты или засыпаны. Главные ворота изначально находились в восточной части. Перед ними имелся подъёмный мост.
После смерти Этьена II хозяином замка стал его брат Жан II де Сансер. Последующими собственниками комплекса оказались Людовик II де Сансер, затем его сын Жан III де Сансер и, наконец, единственная дочь последнего Маргарита. Она умудрилась выйти замуж четыре раза. Сначала в 1364 году Маргарита (которой было девять лет) сочеталась браком с Жераром VI Шабо (1344–1370), но тот вскоре умер. Тогда юная вдова 27 июня 1374 года вышла замуж второй раз. Супругом стал граф Беро II, дофин Оверни. Младшая дочь Беро II и Маргариты, Маргарита д'Овернь, вышла замуж в 1404 году за Жана IV де Бюэля, Великий магистр арбалетчиков Франции. Маргарита умерла в 1418 году, но успела завещать наследственные владения своей сестре Жакетте, аббатисе Сен-Мену. Это пожертвование было подтверждено 14 августа 1435 года.
Анн де Бюэй, дочь Маргариты де Бюэй, вышла замуж в 1438-м за Пьера I Амбуазcкого, который официально стал лордом Мейана согласно акту 1462 года. В 1468 году это было подтверждено ещё одним документом. Пьёр умер 28 июня 1473 в Мейане. Но именно при его жизни начались расширения замка и активное строительство новых зданий. Появилось резиденция, капелла и массивная Львиная башня, к которой с внутренней стороны примыкала лестничная башня. Строительство длилось с 1473 по 1510 год. Основные работы велись при Карле I Амбуазском. Он скончался 22 февраля 1481 года. Мейан унаследовал его сын маршал Франции Карл II Амбуазский. Будучи наместником короля в Италии и губернатором Милана, он обладал значительной властью и ресурсами. Поэтому Карл II Амбуазский мог потратить огромные средства на роскошную отделку родового замка.

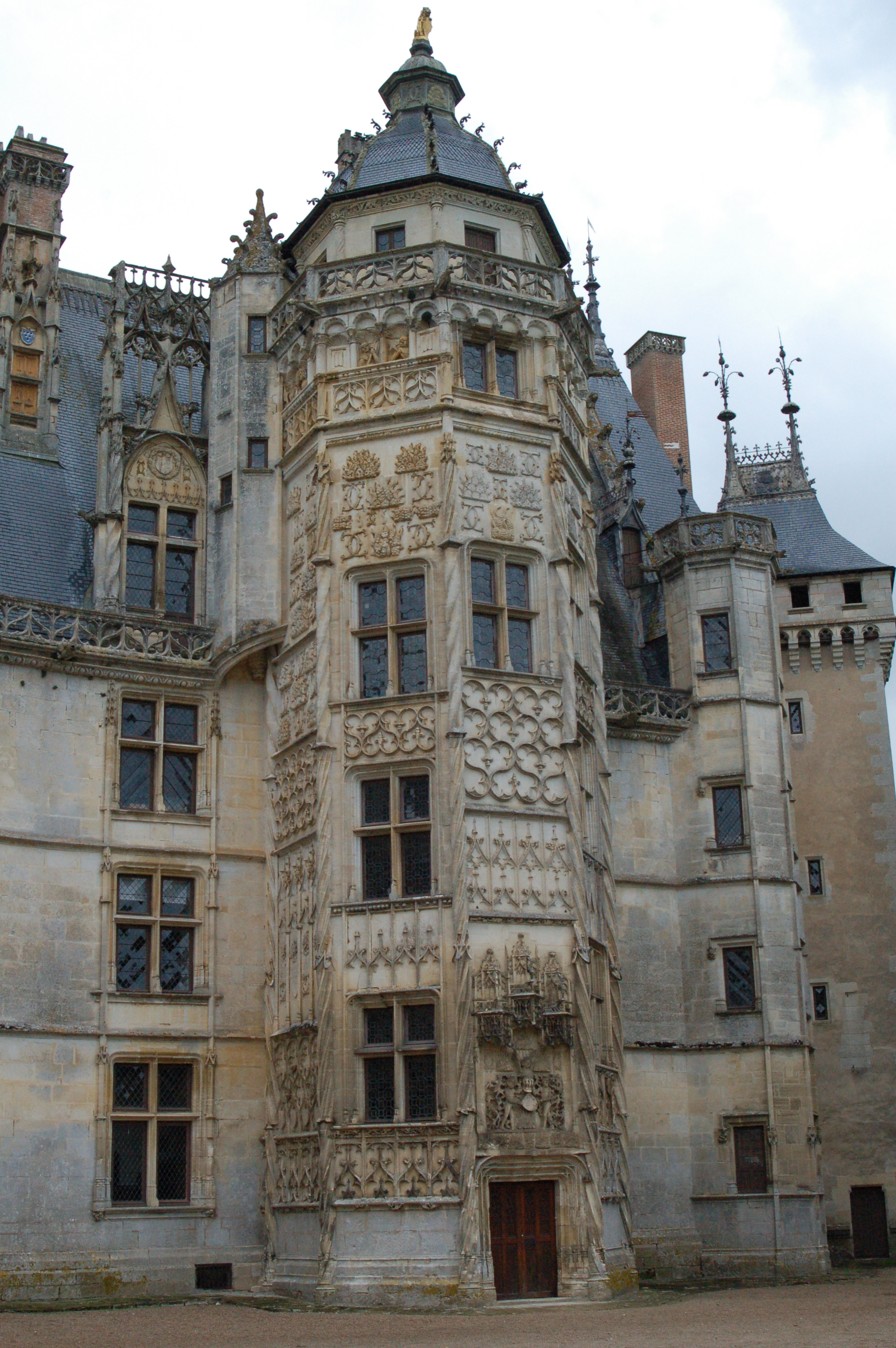
Львиная башня, построенная около 1510 года

### XVI век
В 1505 году в Мейане остановился Людовик XII. Благодаря этому событию на одной из башен появилась скульптура коронованного дикобраза. В целом при Карле II Амбуазском масштабная реконструкция была завершена. После смерти маршала 11 февраля 1511 года в Корреджо замок унаследовал его единственный сын Жорж д'Амбуаз. Но молодой человек погиб в битве при Павии в 1525 году, не оставив потомства.
В завещании 1522 года Жорж д'Амбуаз оставил наследные владения своей тёте Катрин д'Амбуаз. Официально она вступила в права владения 21 октября 1525 года. Эта женщина умерла в 1550 году бездетной. Правда, при жизни она успела трижды выйти замуж. Одним из её супругов был Филибер де Боже. По заключённому заранее соглашению замок должен был перейти к его двоюродной сестре Антуанетте д'Амбуаз.
Антуанетта д'Амбуаз оказалась наследницей огромных богатых владений. Кроме города Мейан она была хозяйкой Шарантона, Линьера и Шомона. Антуанетта также трижды выходила замуж. Её третий супруг Людовик Люксембургский (умер в 1571 году, младший сын Карла I Люксембургского, графа Бриенна) вёл настолько расточительный образ жизни, что почти все земли пришлось распродать. В частности, 4 декабря 1543 году часть владений купил за 80 000 ливров его пасынок Жильбер де Ларошфуко (сын Антуанетты от второго брака), а остальные имения — Шарль де Ларошфуко, сеньор Барбезьё, за 40 000 ливров. После смерти Антуанетты д'Амбуаз, по заключённому заранее соглашению, владельцем замка стал её сын Шарль де Ларошфуко. После того как он умер единоличной хозяйкой замка стала его вдова, Франсуаза де Шабо, дочь адмирала Франции Филиппа Шабо. Она оставалась владелицей Мейана до 1600 года.

Герб рода Бришанто (дворянский род)

### XVII век
У Шарля де Ларошфуко-Барбезьё и Франсуазы де Шабо было три дочери. Замок Мейян стали приданым их второй дочери — Антуанетты де Ларошфуко. Она вышла замуж за Антуана де Бришанто, маркиза де Нанжи, адмирала Франции с 1589 года. В 1609 году он в статусе владельца замка Мейан принёс оммаж своему сюзерену герцогу Максимильен де Бетюн Сюлли. Впоследствии земли были разделены между его сыном Никола II де Бришано и братом Филибером де Бришано, епископом Лана.
Николя де Бришано умер в 1654 году. Ему наследовал его младший сын, Клод-Альфонс де Бришанто. Он умер в 1658 году, а владелицей замка оказалась его вдова Анжелика д'Алуаньи, дочь Анри Луи д'Алуаньи. Она правила в Мейане до 1676 года. Новым синьором стал её сын Луи-Фост де Бришанто. Он был женат на своей двоюродной сестре, Мари-Генриетте д'Алуаньи де Рошфор. Луи-Фюст погиб в Германии 8 августа 1690 года. В браке у него родились трое детей: двое сыновей, в том числе Луи Арманд де Бришанто, а также дочь Луиза-Мадлен-Тереза де Бришанто.
Рисунок, сделанный Клодом Шастийоном в начале XVII века, позволяет понять как выглядел замок в ту эпоху.

Герб рода Бетюн (дворянский род)

### XVIII век
12 сентября 1710 года Луиза-Мадлен-Тереза де Бришанто подписала брачный контракт с Пьером-Франсуа Горж д’Антрег, графом Клено. В тот же день отец жениха, Пьер Горж д’Антрег, сеньор Креси-ла-Шапель, купил у брата невесты за 214 000 ливров замок Мейан и тут же подарил своему сыну. Так полноправным владельцем замка стал Пьер-Франсуа. По договору наследовать ему должны были рождённые в законном браке дети. В случае отсутствия потомков замок и имения переходили бы к его сводному брату Кретьену-Франсуа Горжу д’Антрегу или сестре Жюли-Кристин-Режин Горж д’Антрег. Эта девушка вышла замуж в 1709 году за Поля-Франсуа де Бетюн-Шаро (1682—1759), сына герцога Армана де Бетюн де Шаро д’Ансени (из дворянского рода Бетюн) и Луизы-Марии-Терезы де Мелун д’Эпиной.
Пьер Горж д’Антрег был очень предприимчивым финансистом и сколотил огромное состояние на различных сделках. Благодаря богатству он смог купить поместья в Ланже и земли, соседние с Креси-ла-Шапель. Вторым браком Пьер Гож был женат на Жюли д’Этамп-Валансе, дочери покойного Доминика маркиза де Валансе и Марии-Луизы де Монморанси-Бутвиль. От этого второго брака и родился Пьер-Франсуа. К несчастью Пьер-Франсуа умер совсем молодым в 1715 году. Так замок перешёл к Кретьену-Франсуа.
Старший сын Пьера не обладал достоинствами отца. Кретьен был расточительным и тратил колоссальные суммы на пиры и сомнительные развлечения. В итоге он совершенно разорился. Его первой женой была Луиза-Мадлен-Тереза де Бришанто, которая умерла при родах в 1713 году. Вскоре Кретьен, получивший с разрешения папы титул герцога Фаларидского, женился во второй раз. В 1715 году его новой супругой стала Мари-Тереза Блонель д’Арокур, которую он бросил уже через три недели. Спасаясь от кредиторов Кретьен пустился в бега. При этом его вторая жена стала любовницей управляющего. Кретьена после этого преследовали сплошные неудачи. В итоге он умер в тюрьме в Москве в 1737 году, не оставив законного потомства.

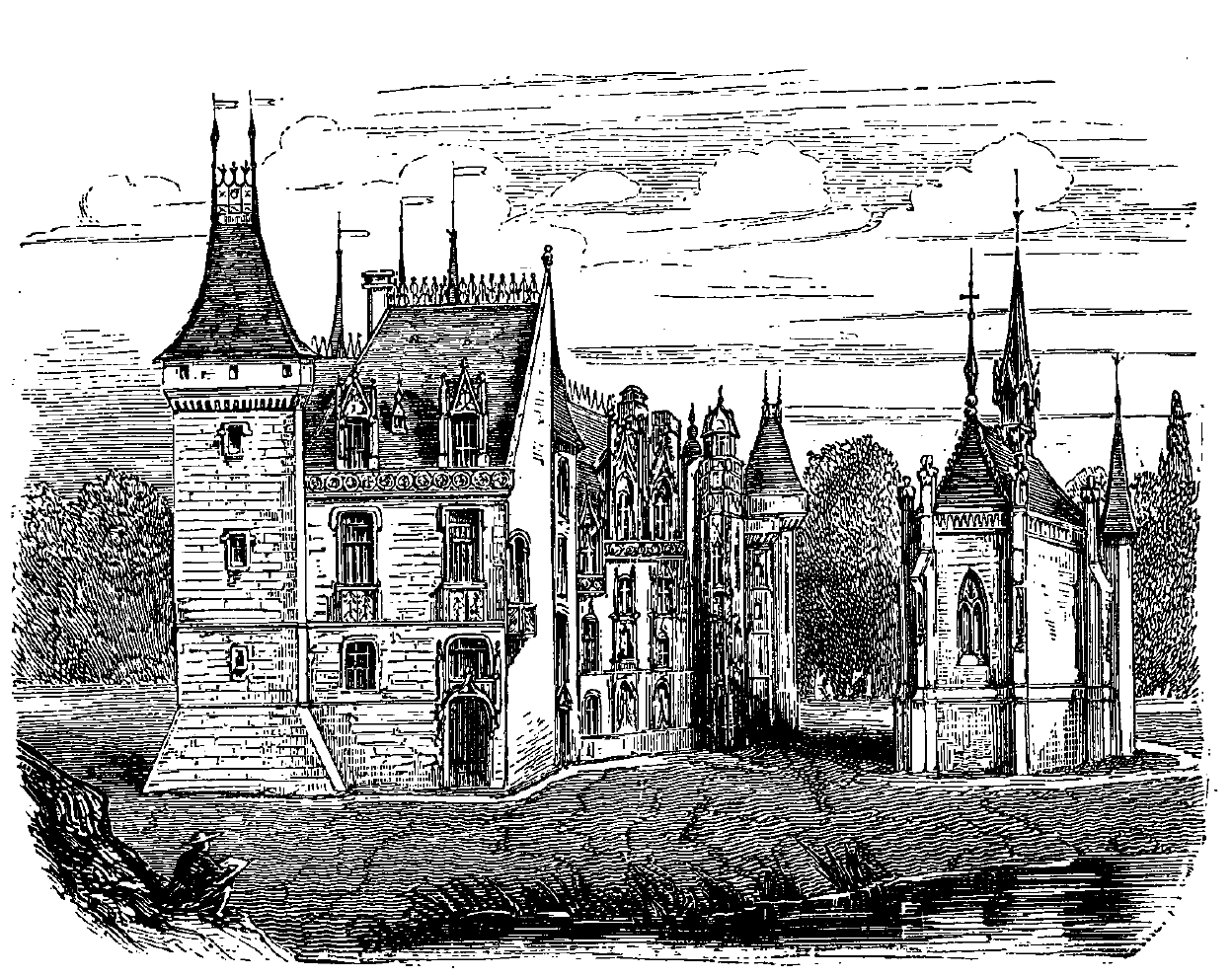
Замок на рисунке конца XIX века

Ещё в апреле 1732 года Кретьен-Франсуа Горж д’Антрег продал своей сводной сестре права на поместье Мейан. Так, Жюли-Кристин-Режин Горж стала новой владелицей замка. 28 августа 1737 года она умерла. Но перед кончиной Жюли-Кристин-Режин Горж д’Антрег успела сделать своим официальным наследником третьего сына, Франсуа-Жозефа де Бетюна (1719—1739), герцога Ансени. Тот был женат на Мари-Элизабет де Руа де Ларошфуко, графине де Руси. Последняя приняла на себя опеку над землями Берри после смерти своего мужа 26 октября 1739 года. В 1747 году её официальным наследником провозгласили сына Армана-Жозефа де Бетюна (1738—1800), герцога Шаро (Charost). Этот человек живо интересовался вопросами сельского хозяйства и оказался способным предпринимателем. С 1755 года он стал полноправным хозяином Мейяна и быстро прославился как филантроп.
Арман-Жозеф де Бетюн был женат на Луизе-Сюзанне-Эдме де Мартель, которая умерла 6 октября 1779 года. Он повторно женился на Анриетте-Аделаиде-Жозефине дю Буше де Сурш де Турзель 17 февраля 1783 года. Активная благотворительная деятельность Армана-Жозефа принесла его популярность среди простых граждан Берри. Петиции жителей страны позволили владельцу замка Мейан избежать казни во время якобинского террора. Однако 26 апреля 1794 года на гильотине закончил свою жизнь его единственный оставшийся в живых сын Арман-Луи-Франсуа де Бетюн. Герцог скончался в Париже 28 октября 1800 года. По завещанию, составленному 3 июня 1798 года, он оставлял всю недвижимость второй супруге. Но та мало заботилась о сохранении замка. В итоге обветшавший комплекс стал быстро приходить в упадок.

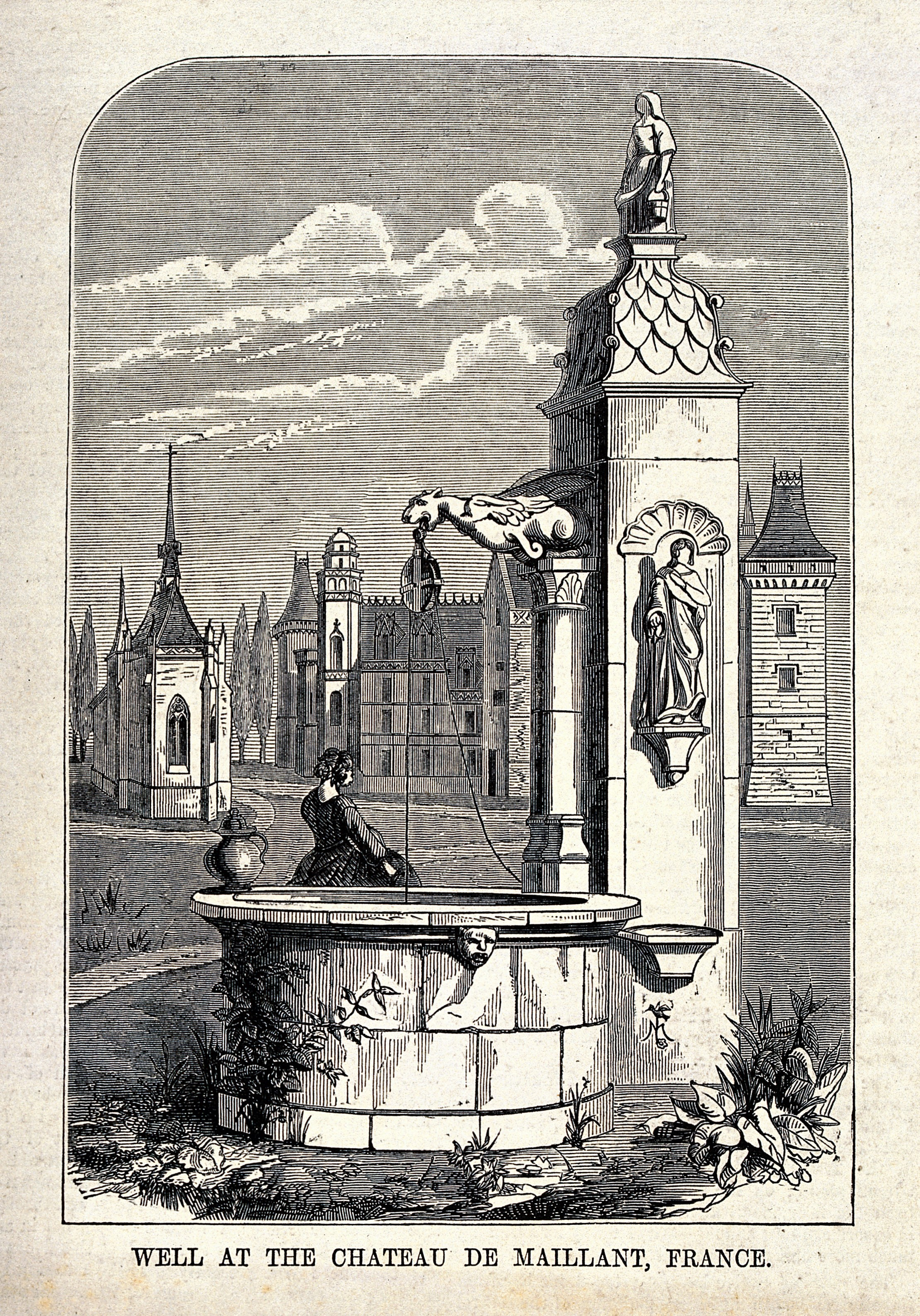
Замковый колодец на рисунке XIX века

### XIX век
В 1857 году герцогиня де Шаро Генриетта-Аделаида-Жозефина дю Буше де Сурш де Турзель, дочь маркиза Луи-Франсуа де Турзель и Анны-Луизы-Жозефины де Турзель, официально передала замок своей племяннице (по материнской линии) Вирджинии де Сент-Альдегонд. Ранее Луи-Франсуа вышла замуж за генерала Казимира де Рошешуара (1887–1875), герцога де Мортемара. Именно он ещё в 1842 года начал за счёт собственных средств восстановление замок. Для этой цели генерал нанял архитектора Луи Ленормана.
Постепенно Мейан был полностью отреставрирован. Луи Ленорман тщательно восстановил скульптурную отделку фасадов, реконструировал крыши и перестроил верхние этажи основных зданий. Также архитектор полностью отреставрировал интерьеры.
В 1862 году замок был условно классифицирован как исторический памятник. Затем этот статус был подтверждён в 1875 году.

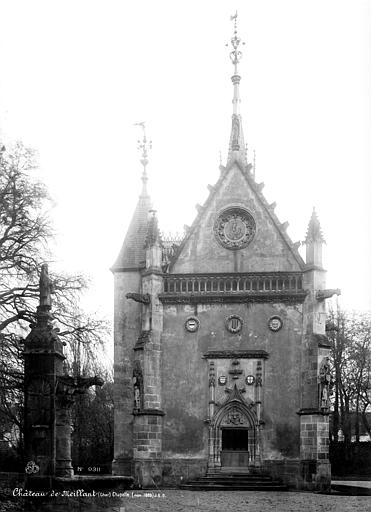
Замковая капелла на фото начала XIX века

### XX—XXI века
Замок благополучно пережил и Первую и Вторую мировые войны. Причём на протяжении всего времени Мейан продолжал оставаться частным владением.
Указом от 2 марта 1926 года замок был регистрирован как Исторический памятник Франции. 4 апреля 1963 года этот статус был подтверждён и дополнен.
Нынешним владельцем замка является граф Эймери де Мортемар.

## Описание
Первоначальный план замка, построенного Этьеном II де Сансерром, и показанный на рисунке Клода де Шастийона, очень похож на план Шато-де-Сагонн. Это сходство связано с тем, что обе крепости построены одной и той же семьёй де Сансер. Когда-то замок целиком был окружён кольцевой стеной, а также рвами и мощными внешними валами. Но к настоящему времени комплекс уже мало напоминает крепость. Срыты валы, рвы частично засыпаны, а сплошная кольцевая стена исчезла.
Строения и сооружения, появившиеся в ту эпоху, когда Мейан находился во владении семьи Амбуаз (с 1473 года), больше связаны архитектурой позднеготического стиля, чем с элементами, характерными для французского Ренессанса. Здания, построенные Карлом I Амбуазским, напоминают дворец Жака Кёра в Бурже.
При Карле II Амбуазском на формировании внешнего облика серьёзно отразились Львиная башня с винтовой лестницей. Декоративные элементы на башенках и высокие окна фасадов со стороны двора превратили бывшую крепость в дворец в стиле Людовика XII. С XVI века в ходе новых расширений уже отчётливо виден дух ренессансной архитектуры.

## Галерея

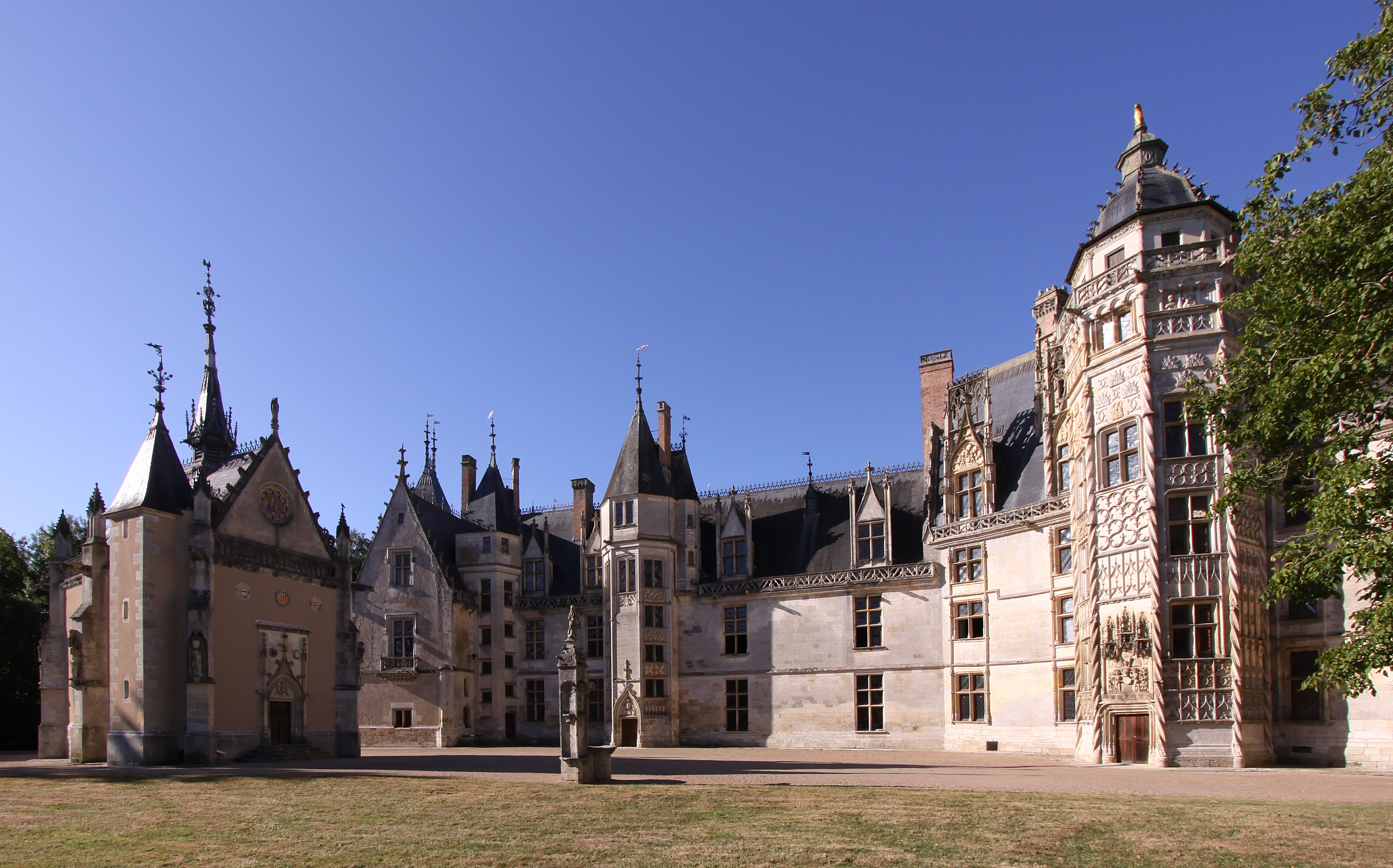
Вид замка с севера
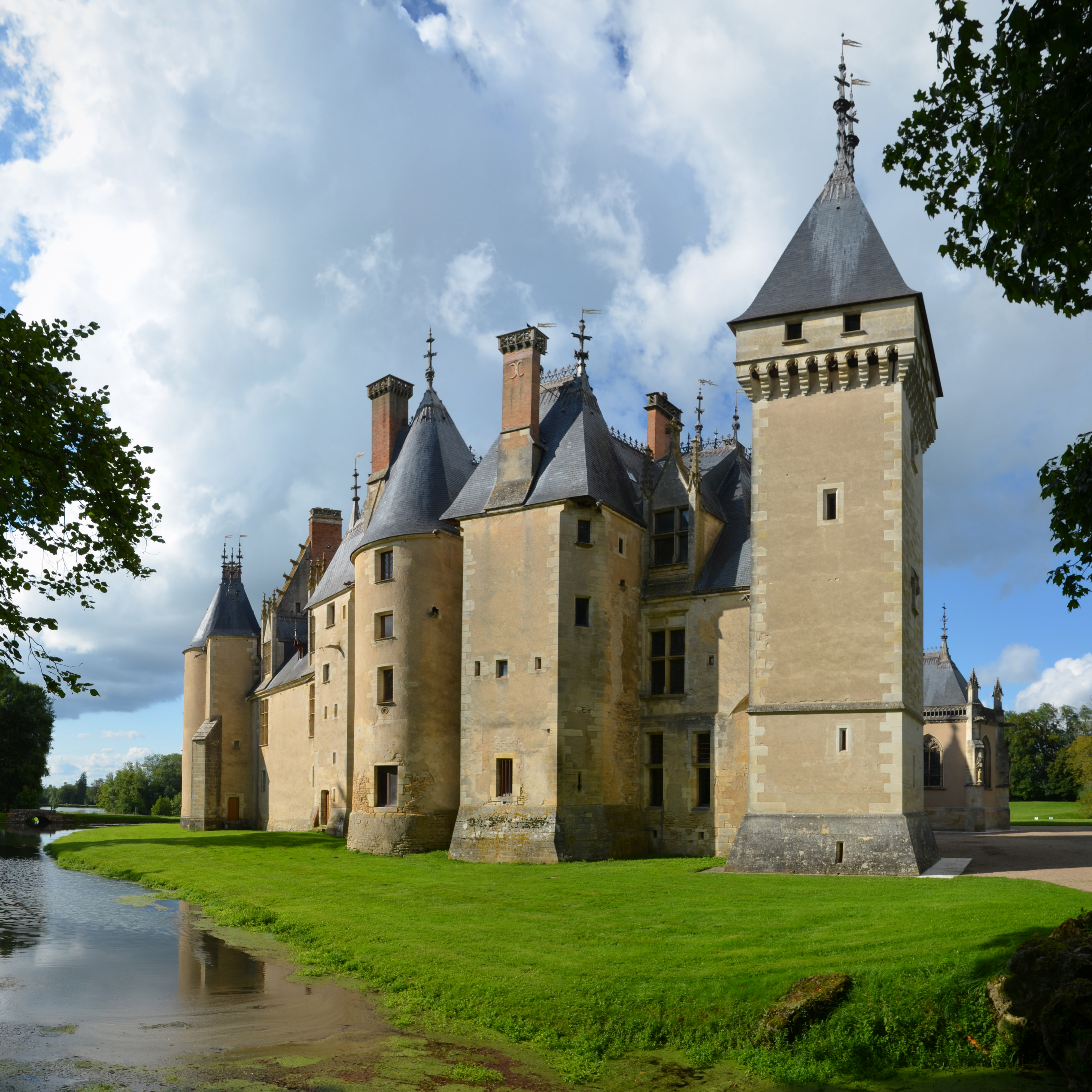
Вид замка с юго-восточной стороны
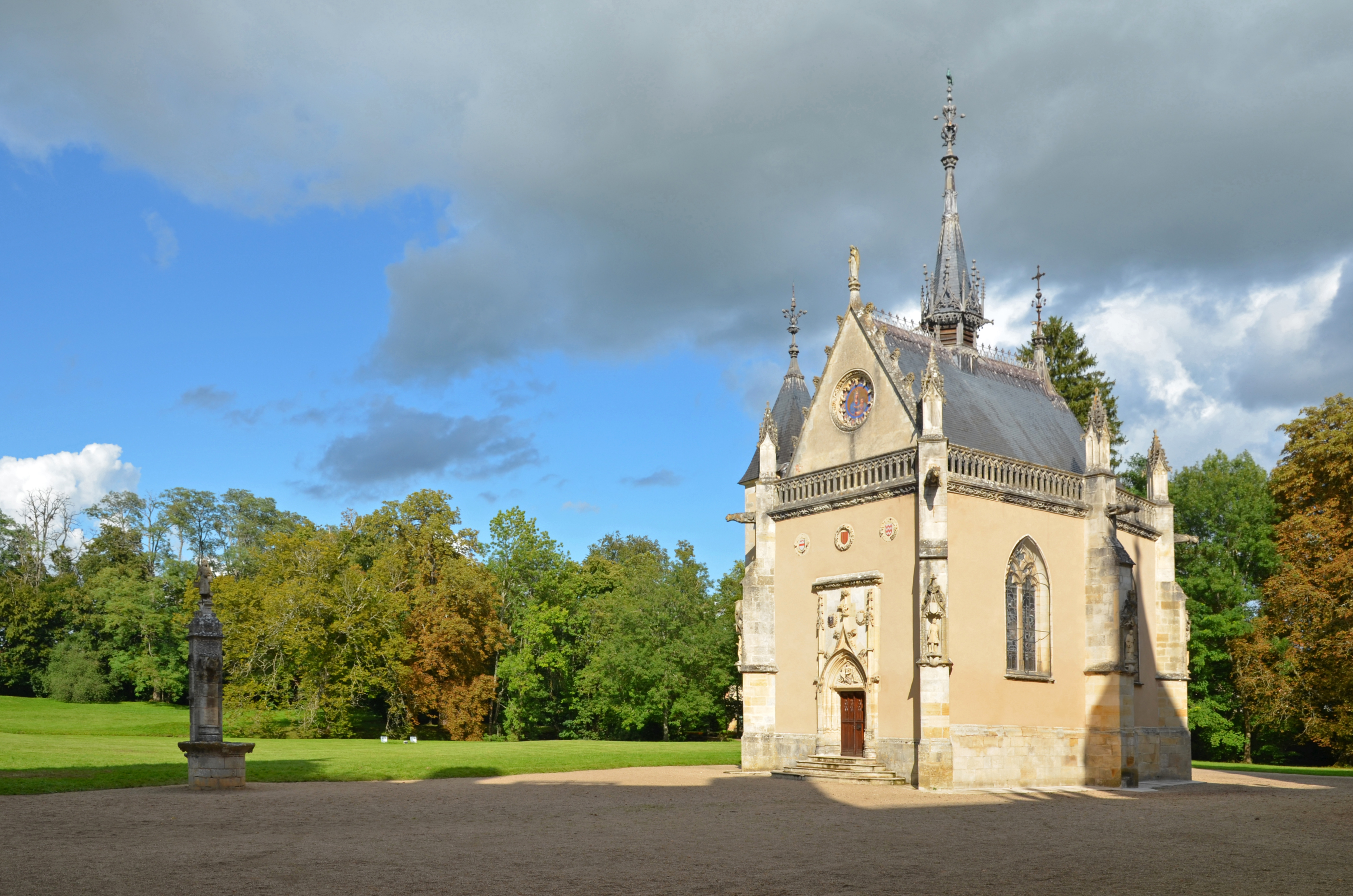
Заковая капелла
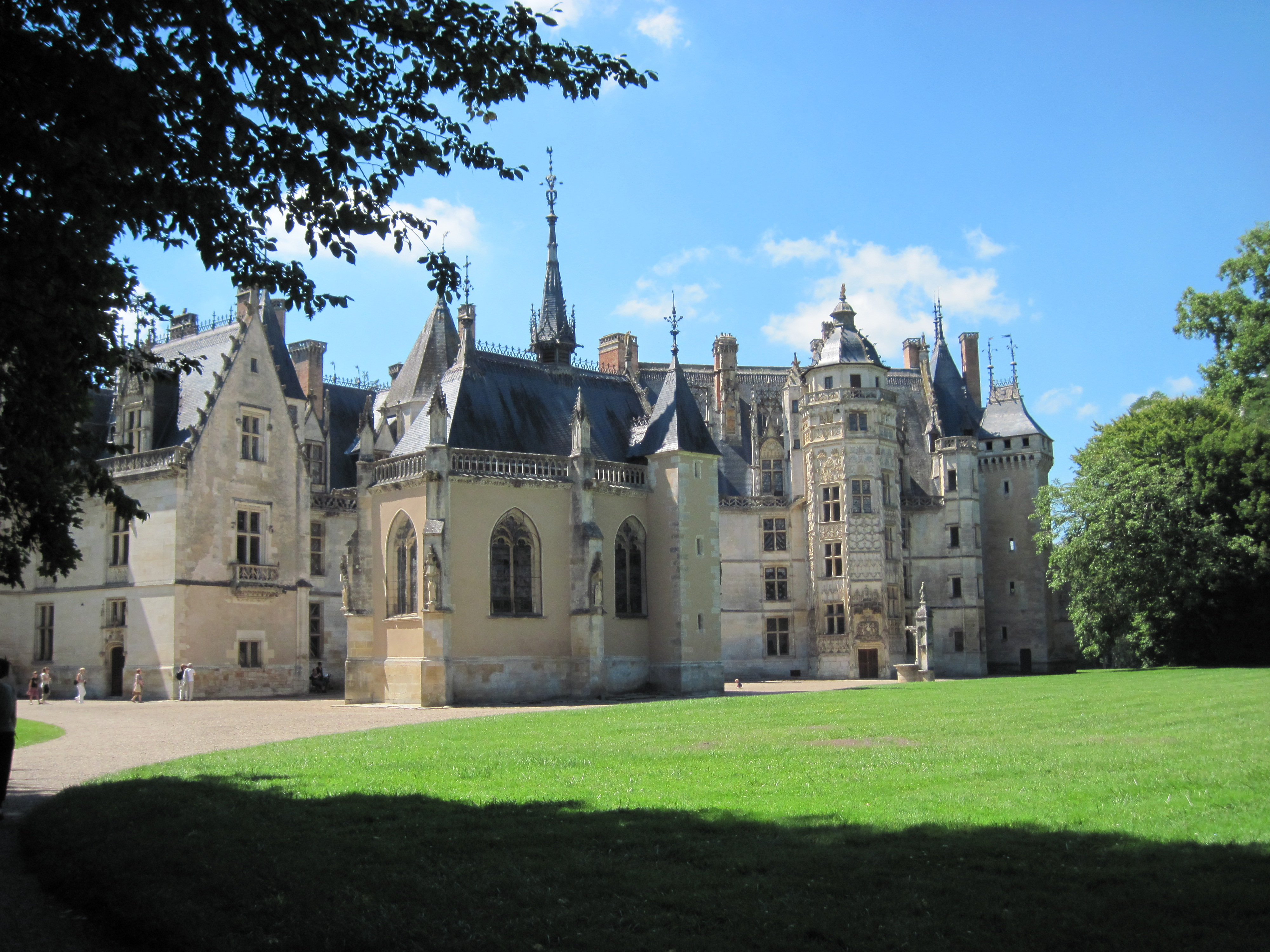
Вид замка с северо-вочтоной стороны
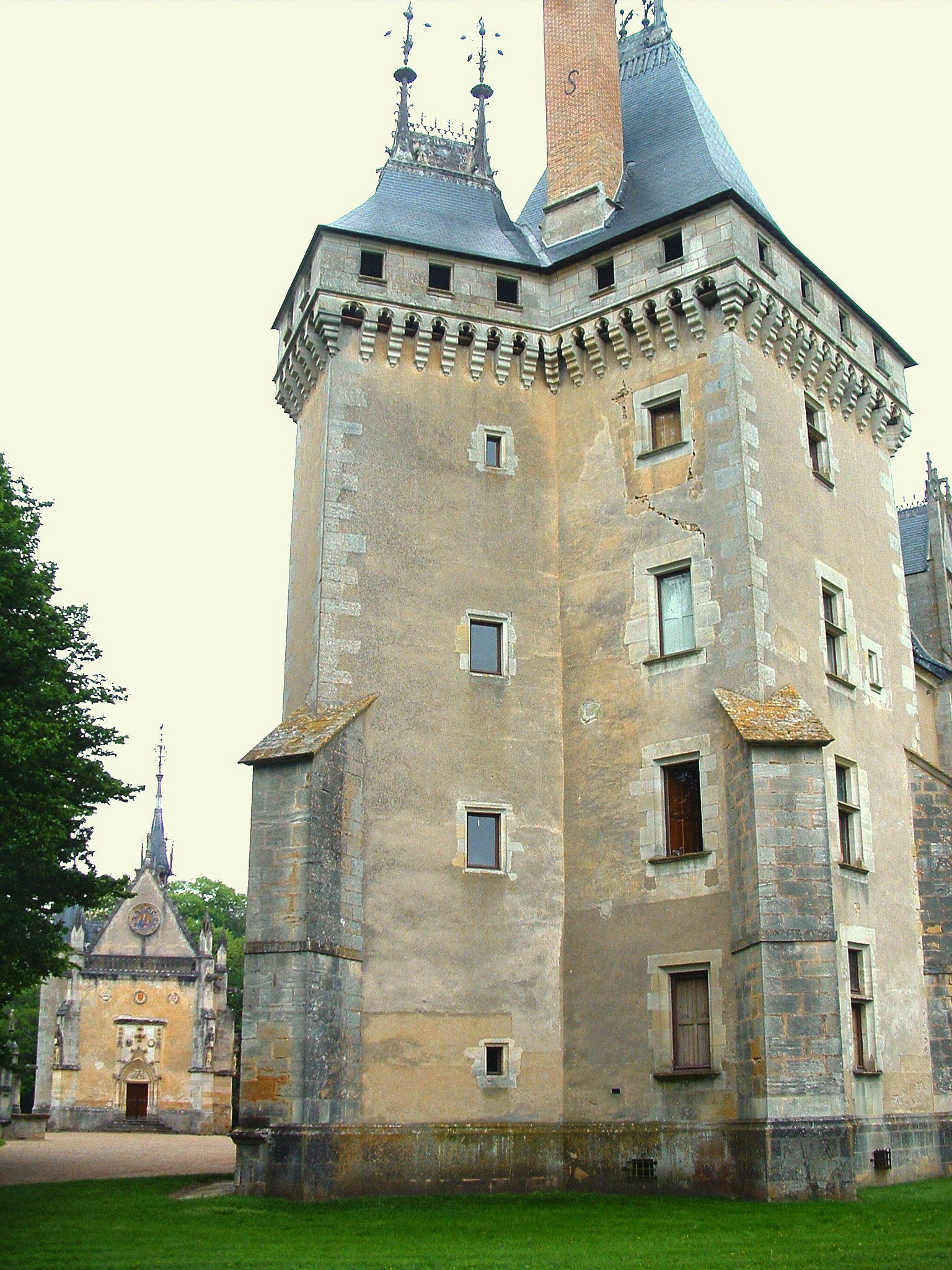
Северо-западная башня